# Маргарет Ебботт
Маргарет Айвз Ебботт (англ. Margaret Ives Abbott; 15 червня 1878, Колката — 10 липня 1955, Гринвіч) — американська гольфістка-аматорка, перша американка, яка виграла Олімпійські ігри: змагання з гольфу серед жінок на літніх Олімпійських іграх 1900.
Маргарет Ебботт народилася в Калькутті, а після смерті батька разом із родиною переїхала до Чикаго. Вона приєдналася до Чиказького гольф-клубу у Вітоні, де її тренували гольфісти-аматори Чарльз Б. Макдональд і Г. Д. Вігем. 1899 року разом із матір'ю поїхала в Париж, щоб вивчати мистецтво. Там у жовтні 1900 року вони взяли участь в другій Олімпіаді. Маргарет перемогла у змаганнях з гольфу, а її мати посіла сьоме місце. Переможницю нагородили порцеляновою позолоченою чашею.
1902 року Маргарет Ебботт одружилася з Фінлі Пітером Данном. Пізніше вони переїхали до Нью-Йорка, мали чотирьох дітей. Маргарет Ебботт померла, так і не усвідомлюючи, що виграла Олімпіаду. Про неї мало знали, поки професорка Університету Флориди Паула Велч не дослідила її життя. 2018 року «Нью-Йорк таймс» опублікував її запізнілий некролог.

## Біографія

### Раннє життя
Народилася 15 червня 1878 року в індійському місті Калькутта, у родині Чарльза та Мері Айвз Ебботт. Її батько — багатий американський купець, помер 1879 року. Мері Ебботт разом зі сім'єю переїхала до Бостона. Коли Маргарет була підлітком, її мати стала літературним редактором «Chicago Herald», і з 1884 року вони жили в Чикаго.
Наприкінці XIX століття жінкам заборонялося змагатися в багатьох видах спорту. В гольф-клубах жінкам дозволяли грати лише в супроводі чоловіка. Ебботт разом зі своєю матір'ю почала грати в гольф у Чиказькому клубі у Вітоні, передмісті Чикаго. Її тренували гольфісти-аматори Чарльз Б. Макдональд і Г. Д. Вігем. Ебботт і Макдональд разом виступали в турнірі 1897 року у Вашингтон-Парк. До 1899 року Маргарет Ебботт виграла декілька місцевих турнірів та здобула два гандикапи. Її називали «запеклою суперницею», і всі знали про її «класний замах». Того ж року вона з матір'ю поїхала до Парижа. Її мати провела дослідження та написала туристичний путівник «Жіночий Париж: Посібник із повсякденного життя у французькій столиці» (1900), а Маргарет вивчала мистецтво разом з Огюстом Роденом та Едгаром Дега.

### Олімпіада
Літні Олімпійські ігри 1900 року спочатку планувалися П'єром де Кубертеном лише для чоловіків. Згодом жінкам дозволити брати участь у п'яти видах спорту: гольф, теніс, вітрильний спорт, веслування та кінний спорт. Другі сучасні Олімпійські ігри проходили в Парижі з травня по жовтень. Загалом змагалися 997 спортсменів, серед яких 22 жінки. Турнір не мав ані належного обладнання, ані церемонії відкриття та закриття, а серед дисциплін були такі види спорту, як перетягування каната, запуск повітряних зміїв, політ на повітряній кулі та голубині перегони. Олімпіада відбувалась в Парижі в той самий час, що й Всесвітня виставка, і багато людей вважали виставку популярнішою. В журналі «Golf Illustrated» міжнародний турнір згадувався «у зв'язку з Паризькою виставкою». Олімпіаду часто називали «Виставковий конкурс» або «Паризький всесвітній виставковий конкурс». Пізніше історик Олімпійських ігор Білл Маллон зазначав: «Багато подій 1900 року вважалися показовими видами спорту. Дуже важко сказати, що було олімпійським видом спорту, а що ні». За словами Маллона, багато спортсменів не знали, що беруть участь в Олімпіаді.

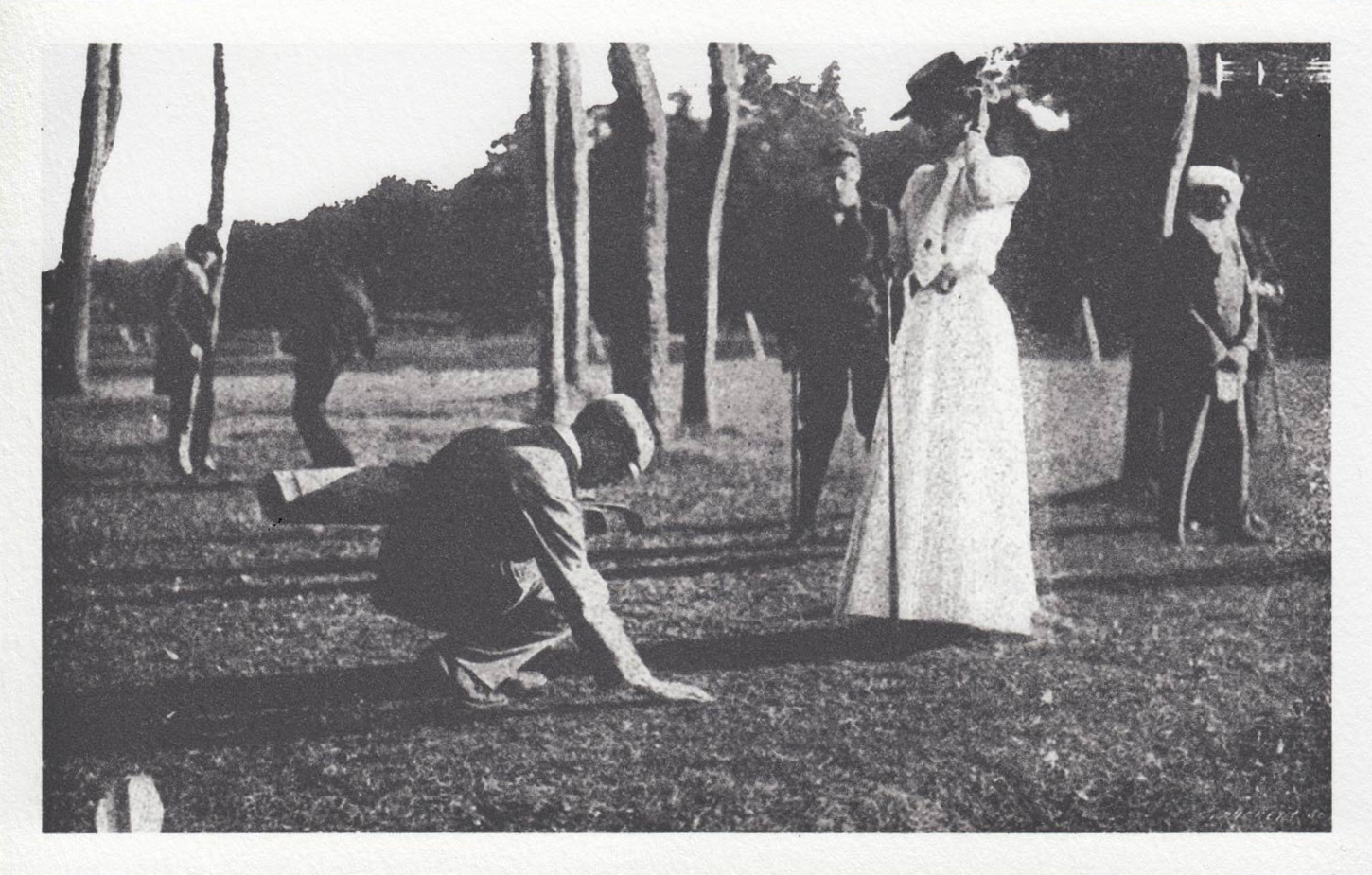
Маргарет Ебботт грає у гольф на Олімпійських іграх 1900 року в Комп’єні, Франція.

Маргарет Ебботт дізналася про турнір із газети. Вона хотіла відпочити від навчання й записалася на змагання разом із матір'ю — це був перший і єдиний випадок в історії Олімпіад, коли в одній дисципліні брали участь мати та донька. Змагання з гольфу відбувалися окремо для чоловіків та для жінок. Жіночий турнір під назвою «Prix de la ville de Compiègne» (укр. Приз міста Комп'єнь) відбувся 4 жовтня в Комп'єні, приблизно за 50 км від Парижа. Змагання серед жінок проходили на 9 лунках на відстані від 68 ярдів (62 метри) до 230 ярдів (210 метрів), а чоловічі — на 36 лунках. Маргарет Ебботт стала першою серед десяти учасниць, що представляли Францію та США, вигравши з результатом 47 ударів. Полін Віттер, що представляла гольф-клуб зі швейцарського Санкт-Моріца, посіла друге місце з 49 ударами; третьою стала американка Х'югер Пратт. Мері Ебботт посіла сьоме місце з результатом 65 ударів. Усі десять учасниць грали в довгих спідницях і капелюхах. Мері Ебботт пізніше розказувала, що її донька перемогла, «…бо всі французькі дівчата, мабуть, неправильно зрозуміли суть гри, запланованої на той день, і прийшли грати на високих підборах й у вузьких спідницях». Лише на декількох олімпійських змаганнях вручали медалі, які створив французький медальєр Фредерік-Шарль Віктор де Вернон; решта отримувала кубки, чаші та інші трофеї. Маргарет Ебботт вручили порцелянову чашу, прикрашену золотом. За два дні про перемогу Ебботт в «жіночому турнірі з гольфу неподалік Парижу» повідомили у газеті «Chicago Tribune».

### Подальше життя

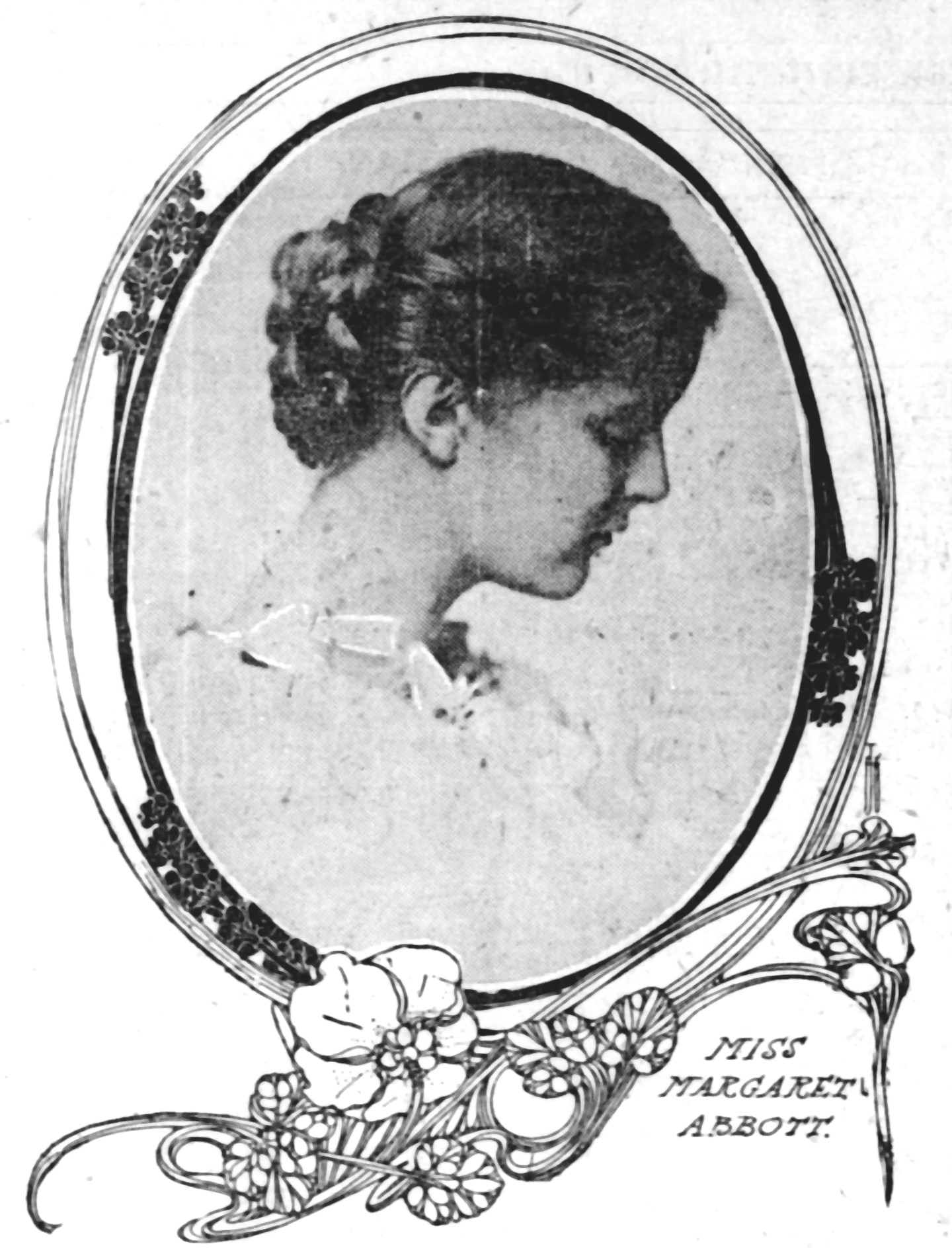
Ебботт у «Chicago Tribune», 28 листопада 1902 року

До 1901 року Ебботт залишилася в Парижі та виграла чемпіонат Франції, перш ніж повернутися до Америки. 9 грудня 1902 року вона одружилася з письменником Фінлі Пітером Данном. Як зазначає «Chicago Tribune», хоча весільна церемонія пройшла тихо й без надмірного показу, але вони отримували десятки телеграм від «літературних світил», серед яких сер Артур Конан Дойл. Пізніше пара оселилася в Нью-Йорку. Вони мали четверо дітей, їх син Філіп Данн став відомим сценаристом. Маргарет продовжувала грати в гольф, однак не змагалась професійно через травму коліна, що сталася в дитинстві внаслідок падіння з велосипеда. Записи про перебування Ебботт в Чиказькому гольф-клубі знищила пожежа 1912 року. Маргарет Ебботт померла 10 червня 1955 року у віці 76 років у Гринвічі, штат Коннектикут.

## Визнання
Маргарет Ебботт ніколи не усвідомлювала, що стала першою американкою-переможницею Олімпіади. Про неї мало знали, доки 1973 року професор університету Флориди та член ради директорів Олімпійських ігор Пола Велч не побачила, що Ебботт згадується як олімпійська чемпіонка, і не вирішила дослідити її життя. Велч провела десятиліття, вивчаючи газетні статті, де згадувалися успіхи Ебботт у різних змаганнях із гольфу. У середині 1980-х років вона зв'язалася з Філіпом, сином Ебботт, повідомивши йому про олімпійську перемогу його матері. Аналізуючи причини її невідомості, Велч зауважила: «Ми не мали такого висвітлення, яке маємо сьогодні… Вона повернулася. Вона вийшла заміж. Вона створила сім'ю. Вона грала в гольф, але насправді не дуже захоплювалась турнірами».
1984 року в журналі «Golf Digest» вийшла стаття Філіпа Данна «Моя мати, олімпійська чемпіонка з гольфу» (англ. My mother, the golf Olympian), в якій син Ебботт зауважив: «Не кожен день дізнаєшся, що твоя мати була олімпійською чемпіонкою через 80 з гаком років. Чемпіонка нам казала лише, що виграла чемпіонат Парижа з гольфу.» 1996 року Ебботт визнано спортсменкою Олімпіади-1900 в офіційній програмі Олімпійських ігор в Атланті. Після Олімпіади-1904 гольф зник з програми Олімпійських ігор на понад сто років, з'явившись знову лише на літніх Олімпійських ігор 2016 року. 2018 року в газеті «The New York Times» був опублікований запізнілий некролог Ебботт.

### Вебсайти
- Margaret Abbott: A Study Break. Encyclopædia Britannica. 19 січня 2006. Процитовано 11 травня 2022.
- Fox, Margalit (8 березня 2018). Margaret Abbott: The First American Woman to Win an Olympic Championship. Нью-Йорк таймс. Процитовано 11 травня 2022.
- Holmes, Tao Tao (10 серпня 2016). The First American Woman to Win an Olympic Championship Didn't Even Know It. Atlas Obscura. OCLC 960889351. Процитовано 11 травня 2022.
- Lieberman, Stuart (21 березня 2016). Margaret Abbott Aced Team USA's First Women's Olympic Gold Medal and Didn't Know It. United States Olympic & Paralympic Committee. Процитовано 11 травня 2022.
- He Was the Game's First Mac O'Grady. Лос-Анджелес Таймс. 10 серпня 1989. Процитовано 11 травня 2022.
- Margaret Abbott Became U.S.' First Female Olympic Champion Without Knowing It. NBC Sports. 8 березня 2021. Процитовано 11 травня 2022.
- Margaret Ives Abbott. Олімпійські ігри. Процитовано 11 травня 2022.
- Margaret Abbott, the Olympic Golf Champion Who Died Without Knowing It. Олімпійські ігри. 5 жовтня 2021. Процитовано 12 травня 2022.
- Rumore, Kori (4 серпня 2021). Chicago Golfer Margaret Abbott was the 1st American Woman to Win a Gold Medal at the Olympics – But She Never Knew it. Here's Why. Чикаго Триб'юн. Процитовано 11 травня 2022.
- Taylor, Katie (2021). Margaret Ives Abbott. National Women's History Museum. Архів оригіналу за 23 червня 2022. Процитовано 11 травня 2022.
- An Unknowing Historymaker: Margaret Abbott was the First American Female to be an Olympic Champion. United States Olympic & Paralympic Museum. 7 березня 2020. Процитовано 12 травня 2022.
- Recognizing First U.S. Women's Champion Is A Step In The Right Direction. Університет Флориди. 9 липня 1996. Процитовано 27 липня 2022.

### Книги
- Abbott, Mary (1900). A Woman's Paris: A Handbook of Every-day Living in the French Capital. Small, Maynard & Company — через Google Книги.
- Conner, Floyd (2014). The Olympic's Most Wanted: The Top 10 Book of the Olympics' Gold Medal Gaffes, Improbable Triumphs, and Other Oddities. Potomac Books. ISBN 978-1-59797-397-7 — через Google Книги.
- Costa, D. Margaret; Guthrie, Sharon Ruth, ред. (1994). Women and Sport: Interdisciplinary Perspectives. Human Kinetics. ISBN 978-0-87322-686-8 — через Google Книги.
- Donnelley, Paul (2010). Firsts, Lasts & Onlys of Golf: Presenting the Most Amazing Golf Facts from the Last 500 Years. Octopus Publishing Group. ISBN 978-0-600-62255-0. Процитовано 12 травня 2022 — через Google Книги.
- Ellis, Elmer (1969) [1941]. Mr. Dooley's America: A Life of Finley Peter Dunne. Archon Books. ISBN 978-0-208-00734-6 — через Інтернет-архів.
- Emery, Lynne (1984). Women's Participation in the Olympic Games: A Historical Perspective. Journal of Physical Education, Recreation & Dance. 55 (5): 62—72. doi:10.1080/07303084.1984.10629768.
- Fuller, Linda K. (2018). Female Olympian and Paralympian Events: Analyses, Backgrounds, and Timelines. Springer Publishing. ISBN 978-3-319-76792-5 — через Google Книги.
- Mallon, Bill (1998). The 1900 Olympic Games: Results for All Competitors in All Events, with Commentary. McFarland & Company. ISBN 978-0-7864-8952-7. Процитовано 11 червня 2022 — через Інтернет-архів.
- Mallon, Bill; Jerris, Randon (2011). Historical Dictionary of Golf. Scarecrow Press. ISBN 978-0-8108-7465-7 — через Google Книги.
- International Tournament at Compiègne. Golf Illustrated. Т. 6. Університет Міннесоти. 1900 — через Google Книги.
- Warner, Patricia Campbell (2006). Part One: The Influence of Fashion. Chapter 5, Women Enter the Olympics: A Sleeker Swimsuit. When the Girls Came Out to Play: The Birth of American Sportswear. University of Massachusetts Press. ISBN 978-1-55849-548-7.
- Welch, Paula (1982). Search for Margaret Abbott (PDF). Olympic Review. 182: 752—754. Архів оригіналу (PDF) за 12 вересня 2016. Процитовано 9 березня 2018.